# Caràcters, revista de llibres
Caràcters és una revista quadrimestral d'informació literària que es publica a València des del 1991.
Fundada a iniciativa de Vicent Alonso, durant la seva primera època (fins al 1994) n'aparegueren deu números, a càrrec d'un col·lectiu integrat per aquest i per Vicent Berenguer, Josep Iborra, Vicent Raga i Francesc Pérez Moragón. El disseny va ser ideat per Enric Satué, amb una capçalera dibuixada per Joan Brossa. El seu contingut consistia en informacions de llibres, columnes d'opinió, entrevistes amb escriptors i algunes ressenyes.
A l'octubre del 1997 aparegué el primer número de la segona època, ara editada per l'Institut Interuniversitari de Filologia Valenciana, amb un equip coordinador format, a més de Vicent Alonso, per Gustau Muñoz i Francesc Pérez Moragon. El nou disseny era de Josep Palàcios, i a partir del número 21 se'n fa càrrec Albert Ràfols Casamada. En aquesta nova etapa, amb un augment de pàgines i una orientació de crítica sistematitzada, Caràcters es consolida com «la revista literària de referència» en català. A partir del número 30 hi apareix formalment als crèdits com a director Vicent Alonso, tasca que, de fet, havia dut a terme des del principi. Posteriorment la dirigí Juli Capilla, i actualment n'és la directora Begonya Pozo. A l'equip de coordinació s'hi han afegit en diversos moments uns altres membres, com ara Jaume Subirana, Txema Martínez, Felip Tobar, Francesc Calafat, Maria Josep Escrivà, i Susanna Rafart. D'ençà del número 33 (octubre del 2005), la revista passa a ser editada per Publicacions de la Universitat de València.
Caràcters ha incorporat a les seves pàgines desenes d'autors i crítics procedents de tot el domini lingüístic, incloent-hi representants de les promocions més joves, i fa un seguiment regular i exhaustiu dels autors, les tendències i les obres més destacats en tots els gèneres (poesia, novel·la, assaig, teatre) mitjançant entrevistes en profunditat a autors i editors, articles de reflexió literària, anàlisis crítiques i recensions de llibres, atenent també a obres d'erudició, a les novetats de les altres literatures peninsulars i a les aportacions en altres llengües d'un interès especial. Cada número conté a les pàgines centrals un dossier amb aportacions diverses sobre un escriptor, la seva bibliografia completa i una mostra dels seus textos originals: se n'han dedicat, entre d'altres, a Maria-Mercè Marçal, Josep Piera, Jesús Moncada, Biel Mesquida, Jordi Sarsanedas, Joan Margarit, Quim Monzó, Eduard Màrquez, Josep Massot i Muntaner, Esperança Camps, Enric Casasses, Empar Moliner, Manuel Forcano, Raquel Ricart, Miquel Bezares i Vicenç Pagès Jordà.